# Чемберлен, Марк
Марк Ва́лентайн Че́мберлен (англ. Mark Valentine Chamberlain; 19 ноября 1961) — английский футболист, вингер. Выступал за футбольные клубы «Порт Вейл», «Сток Сити», «Шеффилд Уэнсдей», «Портсмут», «Брайтон энд Хоув Альбион», «Эксетер Сити» и «Фэрем Таун», также за сборную Англии.

## Клубная карьера
Родился в Берзлеме (Сток-он-Трент, графство Стаффордшир) в семье Банни и Анастастейшии, которые эмигрировали в Великобританию из Ямайки в 1960-е годы. Футбольную карьеру Марк начал в академии местного клуба «Порт Вейл», а в основном составе дебютировал 19 августа 1978 года, выйдя на замену в игре против «Сканторп Юнайтед». На момент дебюта ему было 16 лет. 14 апреля 1979 года впервые вышел в стартовом составе «Порт Вейл» в матче против «Барнсли», а два дня спустя в игре против «Хаддерсфилд Таун» забил свой первый гол за клуб. В мае 1979 года подписал свой первый профессиональный контракт. С октября 1980 года стал регулярным игроком основного состава «Порт Вейл». В сезоне 1980/81 провёл за команду 36 матчей и забил 10 голов. В сезоне 1981/82 сыграл во всех 55 матчах клуба во всех турнирах, а также был включён в «команду года» по версии PFA в Четвёртом дивизионе. Газета The Star назвала его лучшим игроком Четвёртого дивизиона. Во время той кампании забил 8 голов, включая знаменитый гол на стадионе «Филд Милл», когда он специально вышел за пределы поля, чтобы не попасть в офсайд, а затем отобрал мяч у ошеломлённого Рода Арнолда и отправил его в пустые ворота.
В августе 1982 года Марк Чемберлен перешёл в «Сток Сити» вместе с Марком Харрисоном; за обоих футболистов «Порт Вейл» получил 180 тысяч фунтов. Он заменил Пола Магуайра на левом фланге «Сток Сити», забив 6 голов в 39 матчах сезона 1982/83. В следующем сезоне забил 7 голов в 46 матчах и помог команде избежать выбывания во Второй дивизион. В сезоне 1984/85 забил только 2 мяча в 32 матчах, а «Сток Сити» занял последнее место в Первом дивизионе, набрав только 17 очков. В следующем сезоне Чемберлен провёл 7 матчей во Втором дивизионе, но уже в сентябре 1985 года был продан, так как не входил в планы нового тренера «гончаров» Мика Миллса.
В сентябре 1985 года Чемберлен перешёл в клуб «Шеффилд Уэнсдей» за 300 тысяч фунтов. В сезоне 1985/86 помог команде Говарда Уилкинсона занять пятое место в Первом дивизионе, что гарантировало бы «совам» выход в еврокубки, если бы не дисквалификация всех английских клубов, наложенная УЕФА из-за эйзельской трагедии. В сезоне 1986/87 «совы» заняли 13-е место в чемпионате, в сезоне 1987/88 — 11-е место. Чемберлен провёл за клуб 66 матчей в чемпионате с 1985 по 1988 год.
В августе 1988 года перешёл в «Портсмут», выступавший во Втором дивизионе, за 200 тысяч фунтов. Выступал за команду до 1994 года, сыграв в общей сложности 198 матчей и забив 22 гола.
В августе 1994 года перешёл в «Брайтон энд Хоув Альбион». Провёл в команде один сезон, по итогам которого «чайки» заняли 14-е место во Втором дивизионе (бывшем Третьем до основания Премьер-лиги).
В 1995 году присоединился к клубу «Эксетер Сити» из Третьего дивизиона (бывший Четвёртый дивизион до основания Премьер-лиги). Провёл в команде два сезона, выступая на позиции правого защитника.

## Карьера в сборной
Играл за школьные и юношеские сборные Англии. С 1982 года выступал за сборную Англии до 21 года. В том же году получив вызов от Бобби Робсона в главную сборную Англии. Дебютировал за неё 15 декабря 1982 года в игре против сборной Люксембурга на стадионе «Уэмбли», забив гол. В той игре Лутер Блиссетт стал первым чернокожим футболистом, забившим гол за сборную Англии, опередив Чемберлена, который стал вторым чернокожим автором гола.
Всего провёл за сборную Англии 8 матчей, включая победную игру против сборной Бразилии на стадионе «Маракана» 10 июня 1984 года.

## Стиль игры
Марк Чемберлен был скоростным вингером с отличным контролем мяча и дриблингом. Его любимым приёмом было ложное движение левой ноги над мячом, после чего он совершал движение бёдрами и пробрасывал мяч вперёд внешней стороной стопы правой ноги. Одноклубник Чемберлена по «Порт Вейл» Робби Эрл писал о Марке: «Он мог делать всё: бежать, пасовать, бить по воротам, забивать. Чамбо был идеальным крайним, который мог играть на любом фланге и получать удовольствие от создания моментов для своих товарищей по команде».

## Тренерская карьера
В сезоне 1997/98 был играющим тренером в клубе «Фэрем Таун».
В апреле 2008 года стал помощником главного тренера сборной Восточного Тимора. Шесть месяцев спустя вернулся в Англию, войдя в тренерский штаб клуба «Портсмут», где тренировал команду до 13 лет.

## Личная жизнь
Его старший брат Невилл также был футболистом. В начале своей спортивной карьеры братья Чемберлены вместе играли за «Порт Вейл» и иногда менялись футболками во время перерыва между таймами, чтобы дезориентировать соперников, которые их опекали.
В 1991 году женился на Уэнди Р. Окслейд. Его сыновья Алекс Окслейд-Чемберлен и Кристиан Окслейд-Чемберлен также являются профессиональными футболистами.

## Статистика выступлений

### Клубная статистика
| Клуб                     | Сезон            | Дивизион           | Лига | Лига | Кубок страны | Кубок страны | Кубок лиги | Кубок лиги | Прочие | Прочие | Итого | Итого |
| Клуб                     | Сезон            | Дивизион           | Игры | Голы | Игры         | Голы         | Игры       | Голы       | Игры   | Голы   | Игры  | Голы  |
| ------------------------ | ---------------- | ------------------ | ---- | ---- | ------------ | ------------ | ---------- | ---------- | ------ | ------ | ----- | ----- |
| Порт Вейл                | 1978/79          | Четвёртый дивизион | 8    | 1    | 0            | 0            | 0          | 0          | —      | —      | 8     | 1     |
| Порт Вейл                | 1979/80          | Четвёртый дивизион | 11   | 0    | 0            | 0            | 0          | 0          | —      | —      | 11    | 0     |
| Порт Вейл                | 1980/81          | Четвёртый дивизион | 31   | 9    | 5            | 1            | 0          | 0          | —      | —      | 36    | 10    |
| Порт Вейл                | 1981/82          | Четвёртый дивизион | 46   | 8    | 5            | 1            | 4          | 0          | —      | —      | 55    | 9     |
| Порт Вейл                | Итого            | Итого              | 96   | 18   | 10           | 2            | 4          | 0          | —      | —      | 110   | 20    |
| Сток Сити                | 1982/83          | Первый дивизион    | 36   | 6    | 1            | 0            | 2          | 0          | —      | —      | 39    | 6     |
| Сток Сити                | 1983/84          | Первый дивизион    | 40   | 7    | 1            | 0            | 5          | 0          | —      | —      | 46    | 7     |
| Сток Сити                | 1984/85          | Первый дивизион    | 28   | 1    | 2            | 1            | 2          | 0          | —      | —      | 32    | 2     |
| Сток Сити                | 1985/86          | Второй дивизион    | 7    | 3    | 0            | 0            | 0          | 0          | 0      | 0      | 7     | 3     |
| Сток Сити                | Итого            | Итого              | 111  | 17   | 4            | 1            | 9          | 0          | 0      | 0      | 124   | 18    |
| Шеффилд Уэнсдей          | 1985/86          | Первый дивизион    | 21   | 2    | 5            | 1            | 1          | 0          | 0      | 0      | 27    | 3     |
| Шеффилд Уэнсдей          | 1986/87          | Первый дивизион    | 24   | 5    | 4            | 0            | 2          | 0          | 1      | 0      | 31    | 5     |
| Шеффилд Уэнсдей          | 1987/88          | Первый дивизион    | 21   | 1    | 3            | 0            | 4          | 1          | 2      | 0      | 30    | 2     |
| Шеффилд Уэнсдей          | Итого            | Итого              | 66   | 8    | 12           | 1            | 7          | 1          | 3      | 0      | 88    | 10    |
| Портсмут                 | 1988/89          | Второй дивизион    | 28   | 6    | 0            | 0            | 0          | 0          | 2      | 0      | 30    | 6     |
| Портсмут                 | 1989/90          | Второй дивизион    | 38   | 6    | 1            | 0            | 3          | 0          | 1      | 0      | 43    | 6     |
| Портсмут                 | 1990/91          | Второй дивизион    | 25   | 2    | 3            | 1            | 1          | 1          | 0      | 0      | 29    | 4     |
| Портсмут                 | 1991/92          | Второй дивизион    | 16   | 1    | 3            | 0            | 4          | 0          | 1      | 0      | 24    | 1     |
| Портсмут                 | 1992/93          | Первый дивизион    | 41   | 4    | 1            | 0            | 2          | 0          | 4      | 0      | 48    | 4     |
| Портсмут                 | 1993/94          | Первый дивизион    | 19   | 1    | 0            | 0            | 3          | 0          | 2      | 0      | 24    | 1     |
| Портсмут                 | Итого            | Итого              | 167  | 20   | 8            | 1            | 13         | 1          | 10     | 0      | 198   | 22    |
| Брайтон энд Хоув Альбион | 1994/95          | Второй дивизион    | 19   | 2    | 1            | 0            | 3          | 1          | 1      | 0      | 24    | 3     |
| Эксетер Сити             | 1995/96          | Третий дивизион    | 33   | 1    | 0            | 0            | 2          | 0          | 1      | 0      | 36    | 1     |
| Эксетер Сити             | 1996/97          | Третий дивизион    | 26   | 3    | 1            | 0            | 2          | 0          | 2      | 0      | 31    | 3     |
| Эксетер Сити             | Итого            | Итого              | 59   | 4    | 1            | 0            | 4          | 0          | 3      | 0      | 67    | 4     |
| Всего за карьеру         | Всего за карьеру | Всего за карьеру   | 518  | 69   | 36           | 5            | 40         | 3          | 17     | 0      | 611   | 77    |

### Статистика в сборной
| Команда        | Год   | Игры | Голы |
| -------------- | ----- | ---- | ---- |
| Сборная Англии | 1982  | 1    | 1    |
| Сборная Англии | 1983  | 1    | 0    |
| Сборная Англии | 1984  | 6    | 0    |
| Итого          | Итого | 8    | 1    |

## Достижения
Сборная Англии (до 21 года)
- Победитель чемпионата Европы (до 21 года): 1984

Личные достижения
- Член «команды года» по версии PFA: 1981/82 (Четвёртый дивизион)[4]